# Lactarius pallidus
Lactarius pallidus é um fungo que pertence ao gênero de cogumelos Lactarius na ordem Russulales. Encontrado na Europa, foi descrito cientificamente pelo micólogo sul-africano Christiaan Hendrik Persoon em 1797.